# 古代彩乃
古代 彩乃（こしろ あやの、1970年4月17日 - ）は、日本のイラストレーター、アートディレクター、グラフィックデザイナー。東京都日野市出身。夫は漫画家のありがひとし、実兄はゲームミュージックコンポーザーの古代祐三。

## 来歴
1987年、都立南平高校在学時（当時16歳）、学校に内緒でゲーム会社の日本ファルコムにアルバイトのデザイナーとして在籍し、PCゲーム『ソーサリアン』、『イースI』、『イースII』などのキャラクターデザイン、モンスターデザイン、ゲームグラフィック、マニュアルイラストなどを手がけた。『イースI』の最終ボス「ダルク・ファクト」のデザインも、古代彩乃によるものである。
『イースII』を最後に兄・祐三と共に日本ファルコムを退社。その後は兄が設立したエインシャントに在籍して多数のゲームに兄妹で共に携わる一方、同社で複数のゲームの開発にデザイナーとして参加していた漫画家の有賀ヒトシ（現：ありがひとし）と結婚、2人の子どもがいる。

## 主な作品

### ファルコム在籍時代
- イース（1987年 / PC-8801MkIISR以降、MSX、X1）キャラクターデザイン、グラフィック、マニュアルイラストレーション
- ドラゴンスレイヤーIV ドラスレファミリー（1987年 / MSX、FC）アート＆グラフィック ※ボスモンスターのみ担当[3]
- ソーサリアン（1987年 / PC-8801MkIISR以降）グラフィック
- イースII（1988年 / PC-8801MkIISR以降、MSX、X1）クリーチャーデザイン、グラフィック

### ファルコム以降
- ザ・スキーム（1988年 / PC-8801MkIISR以降）グラフィック
- アクトレイザー（1990年 / SFC）グラフィック
- ソニック・ザ・ヘッジホッグ（1991年 / GG）グラフィック ※Wiiおよびニンテンドー3DSにバーチャルコンソール版が移植されている。
- ベア・ナックルII 死闘への鎮魂歌（1993年 / MD）メインデザイナー、オブジェクトデザイン、背景デザイン、企画[4]
- LUNAR ザ・シルバースター（1993年 / MCD）グラフィック
- アクトレイザー2 沈黙への聖戦（1993年 / SFC）アートディレクター、背景デザイン、シナリオライター
- ゲッツェンディーナー（1994年 / PCエンジンCD-ROM2）ビジュアル協力
- ストーリー オブ トア 〜光を継ぐ者〜（1994年 / MD）アートディレクター、クリーチャーデザイン
- 天地創造（1995年 / SFC）グラフィック
- 魔法学園ルナ（1996年 / SS）モンスターデザインサポート
- トア〜精霊王紀伝〜（1996年 / SS）3Dモデリング、グラフィック
- アニメチックストーリーゲーム (1) カードキャプターさくら（1999年 / PS）アートディレクション・グラフィックデザイン
- カルドセプト（2003年 / PS2）カードイラストレーション
- カイジュウの島 〜アメージングアイランド〜（2004年 / GC）アートディレクター
- うえきの法則・倒すぜロベルト十団!!（2006年 / PS2）グラフィックデザイナー
- カルドセプトサーガ（2008年 / Xbox 360）クリーチャーデザイン（イラスト）
- まもって騎士（2010年 / Xbox 360）海外向けイラスト
- アクトレイザー OriginalSoundTrack&SymphonicSuite（2021年 / CD / 和洋レコード）カバーイラスト[5]

## 書籍
- チャレンジ!! パソコンアドベンチャーゲーム＆ロールプレイングゲーム IV（表紙イラスト）

## テレビ出演
- パソコンサンデー（1987年 / テレビ東京） - イース特集[6]